# トロイ・ダニエルズ
トロイ・ダニエルズ（Troy Daniels, 1991年7月15日 - ）は、アメリカ合衆国・バージニア州ロアノーク出身のプロバスケットボール選手。ポジションはシューティングガード。オリンピア・ミラノ所属。

## 来歴
VCUで4年間プレーしたが、ドラフト指名されることはなかった。2013年のNBAドラフト終了後にシャーロット・ボブキャッツ(現シャーロット・ホーネッツ)の一員としてサマーリーグに参加し、2013年9月30日にボブキャッツと契約したが、10月10日に解雇された。

### ヒューストン・ロケッツ
その後10月18日にヒューストン・ロケッツと契約したが、同月26日にまたも解雇され、Dリーグ(現Gリーグ)のロケッツ傘下の下部チームへ移される。Dリーグでオールスターゲームに選出されるなど活躍し、2014年2月21日にロケッツと正式契約し、3月5日のオーランド・マジック戦でNBAデビュー。シーズンでは15試合に出場した。プレーオフにも出場し、1回戦のポートランド・トレイルブレイザーズ戦の第3戦で決勝の3ポイントシュートを決めた。オフにFAとなったが、7月15日にロケッツと2年200万ドルで再契約した。

### ミネソタ・ティンバーウルブズ
2014年12月19日、3チーム間のトレードでミネソタ・ティンバーウルブズに移籍した。

### シャーロット・ホーネッツ
2015年2月10日、モーリス・ウィリアムズと共にドラフト指名権などとのトレードでシャーロット・ホーネッツに移籍した。2016年1月25日のサクラメント・キングス戦でキャリアハイとなる28得点を記録した。2015-2016シーズンオフにFAとなった。

### メンフィス・グリズリーズ
2016年7月12日、サイン・アンド・トレードでメンフィス・グリズリーズに移籍し、グリズリーズと3年1000万ドルの契約を結んだ。

### フェニックス・サンズ
2017年9月22日、ドラフト指名権とのトレードでフェニックス・サンズに移籍した。2018-2019シーズンオフにFAとなった。

### ロサンゼルス・レイカーズ
2019年7月7日、ロサンゼルス・レイカーズと1年210万ドルで契約した。2020年3月1日、レイカーズから解雇された。

### デンバー・ナゲッツ
2020年3月5日、デンバー・ナゲッツと1年46万ドルという破格の金額で契約した。

### オリンピア・ミラノ
2021年7月12日、オリンピア・ミラノと1年契約を結んだ。

## NBA個人成績

### レギュラーシーズン
| シーズン | チーム | GP  | GS | MPG  | FG%  | 3P%  | FT%   | RPG | APG | SPG | BPG | PPG |
| -------- | ------ | --- | -- | ---- | ---- | ---- | ----- | --- | --- | --- | --- | --- |
| 2013–14  | HOU    | 5   | 1  | 15.0 | .484 | .480 | -     | .8  | 1.0 | .0  | .0  | 8.4 |
| 2014–15  | HOU    | 17  | 0  | 6.4  | .319 | .302 | .750  | .4  | .2  | .0  | .0  | 2.7 |
| 2014–15  | MIN    | 19  | 0  | 8.1  | .322 | .333 | 1.000 | 1.0 | .7  | .2  | .0  | 2.8 |
| 2014–15  | CHA    | 11  | 0  | 12.3 | .458 | .472 | .857  | .7  | .5  | .3  | .1  | 7.0 |
| 2015–16  | CHA    | 43  | 0  | 11.1 | .476 | .484 | .556  | 1.3 | .5  | .3  | .1  | 5.6 |
| 2016–17  | MEM    | 67  | 3  | 17.7 | .374 | .389 | .796  | 1.5 | .7  | .3  | .1  | 8.2 |
| 2017–18  | PHX    | 79  | 15 | 20.5 | .403 | .400 | .875  | 1.6 | .6  | .3  | .1  | 8.9 |
| 2018–19  | PHX    | 51  | 1  | 14.9 | .411 | .381 | .783  | 1.4 | .5  | .5  | .1  | 6.2 |
| 2019–20  | LAL    | 41  | 0  | 11.1 | .392 | .357 | .625  | 1.1 | .3  | .2  | .1  | 4.2 |
| Career   | Career | 333 | 20 | 14.9 | .401 | .397 | .799  | 1.3 | .5  | .3  | .1  | 6.6 |